# Grades militaires danois
Cet article donne les grades en vigueur dans les Forces armées danoises.

## Armée de terre(Danois:Hæren)

### Officiers de l'Armée de terre danoise
| Code OTAN           | OF-10            | OF-9    | OF-8            | OF-7         | OF-6           | OF-5   | OF-4           | OF-3  | OF-2    | OF-1            | OF-1     | OF(D)          | Élève-officier       |
| ------------------- | ---------------- | ------- | --------------- | ------------ | -------------- | ------ | -------------- | ----- | ------- | --------------- | -------- | -------------- | -------------------- |
| Danemark (modifier) | Pas d'équivalent |         |                 |              |                |        |                |       |         |                 |          |                |                      |
| Danemark (modifier) | Pas d'équivalent | General | Generalløjtnant | Generalmajor | Brigadegeneral | Oberst | Oberstløjtnant | Major | Kaptajn | Premierløjtnant | Løjtnant | Sekondløjtnant | Værnepligtig Sergent |

### Sous-officiers et hommes du rang de l'Armée de terre danoise
| Code OTAN           | OR-9        | OR-9        | OR-9        | OR-9        | OR-9        | OR-9        | OR-8          | OR-8          | OR-7        | OR-7        | OR-6             | OR-6             | OR-6             | OR-6             | OR-6             | OR-6             | OR-5    | OR-5    | OR-5    | OR-5    | OR-5    | OR-5    | OR-4     | OR-4     | OR-3                     | OR-3                     | OR-2          | OR-2          | OR-2          | OR-2          | OR-2          | OR-2          | OR-1      | OR-1      |
| ------------------- | ----------- | ----------- | ----------- | ----------- | ----------- | ----------- | ------------- | ------------- | ----------- | ----------- | ---------------- | ---------------- | ---------------- | ---------------- | ---------------- | ---------------- | ------- | ------- | ------- | ------- | ------- | ------- | -------- | -------- | ------------------------ | ------------------------ | ------------- | ------------- | ------------- | ------------- | ------------- | ------------- | --------- | --------- |
| Danemark (modifier) |             |             |             |             |             |             |               |               |             |             | pas d'équivalent | pas d'équivalent | pas d'équivalent | pas d'équivalent | pas d'équivalent | pas d'équivalent |         |         |         |         |         |         |          |          |                          |                          |               |               |               |               |               |               |           |           |
| Danemark (modifier) | Chefsergent | Chefsergent | Chefsergent | Chefsergent | Chefsergent | Chefsergent | Seniorsergent | Seniorsergent | Oversergent | Oversergent | pas d'équivalent | pas d'équivalent | pas d'équivalent | pas d'équivalent | pas d'équivalent | pas d'équivalent | Sergent | Sergent | Sergent | Sergent | Sergent | Sergent | Korporal | Korporal | Overkonstabel af 1. grad | Overkonstabel af 1. grad | Overkonstabel | Overkonstabel | Overkonstabel | Overkonstabel | Overkonstabel | Overkonstabel | Konstabel | Konstabel |

## Marine(Danois:Søværnet)

### Officiers de la Marine danoise
| Code OTAN           | OF-10            | OF-9    | OF-8        | OF-7          | OF-6            | OF-5      | OF-4             | OF-3          | OF-2            | OF-1            | OF-1     | OF(D)            | Élève-officier   |
| ------------------- | ---------------- | ------- | ----------- | ------------- | --------------- | --------- | ---------------- | ------------- | --------------- | --------------- | -------- | ---------------- | ---------------- |
| Danemark (modifier) | pas d'équivalent |         |             |               |                 |           |                  |               |                 |                 |          | pas d'équivalent | pas d'équivalent |
| Danemark (modifier) | pas d'équivalent | Admiral | Viceadmiral | Kontreadmiral | Flotilleadmiral | Kommandør | Kommandørkaptajn | Orlogskaptajn | Kaptajnløjtnant | Premierløjtnant | Løjtnant | pas d'équivalent | pas d'équivalent |

### Sous-officiers et marins  de la Marine danoise
| Code OTAN           | OR-9        | OR-9        | OR-9        | OR-9        | OR-9        | OR-9        | OR-8          | OR-8          | OR-7        | OR-7        | OR-6             | OR-6             | OR-6             | OR-6             | OR-6             | OR-6             | OR-5    | OR-5    | OR-5    | OR-4     | OR-4     | OR-3             | OR-3             | OR-2                | OR-2                | OR-1            | OR-1            | OR-1          |
| ------------------- | ----------- | ----------- | ----------- | ----------- | ----------- | ----------- | ------------- | ------------- | ----------- | ----------- | ---------------- | ---------------- | ---------------- | ---------------- | ---------------- | ---------------- | ------- | ------- | ------- | -------- | -------- | ---------------- | ---------------- | ------------------- | ------------------- | --------------- | --------------- | ------------- |
| Danemark (modifier) |             |             |             |             |             |             |               |               |             |             | pas d'équivalent | pas d'équivalent | pas d'équivalent | pas d'équivalent | pas d'équivalent | pas d'équivalent |         |         |         |          |          |                  |                  |                     |                     |                 |                 | pas d'insigne |
| Danemark (modifier) | Chefsergent | Chefsergent | Chefsergent | Chefsergent | Chefsergent | Chefsergent | Seniorsergent | Seniorsergent | Oversergent | Oversergent | pas d'équivalent | pas d'équivalent | pas d'équivalent | pas d'équivalent | pas d'équivalent | pas d'équivalent | Sergent | Sergent | Sergent | Korporal | Korporal | Marinespecialist | Marinespecialist | Marineoverkonstabel | Marineoverkonstabel | Marinekonstabel | Marinekonstabel | Marineelev    |

## Armée de l'air(Danois:Flyvevåbnet)

### Officiers de l'Armée de l'air danoise
| Code OTAN           | OF-10            | OF-9    | OF-8            | OF-7         | OF-6           | OF-5   | OF-4           | OF-3  | OF-2    | OF-1            | OF-1     | OF(D)          | Élève-officier   |
| ------------------- | ---------------- | ------- | --------------- | ------------ | -------------- | ------ | -------------- | ----- | ------- | --------------- | -------- | -------------- | ---------------- |
| Danemark (modifier) | pas d'équivalent |         |                 |              |                |        |                |       |         |                 |          |                | pas d'équivalent |
| Danemark (modifier) | pas d'équivalent | General | Generalløjtnant | Generalmajor | Brigadegeneral | Oberst | Oberstløjtnant | Major | Kaptajn | Premierløjtnant | Løjtnant | Sekondløjtnant | pas d'équivalent |

### Sous-officiers et hommes du rang de l'Armée de l'air danoise
|  |  |

| Flyverkonstabel | Flyverkonstabelelev |